# Moncalvillo de Huete
Moncalvillo de Huete es una localidad española del municipio de Huete, perteneciente a la provincia de Cuenca, en la comunidad autónoma de Castilla-La Mancha.

## Historia

### Moncalvillo en sus orígenes
Para conocer la provincia de Cuenca y sus pueblos, tenemos que partir de la repoblación medieval de la provincia, a partir de la cual surgió la primera parte y el nacimiento de los pueblos. Pero su nacimiento y primera configuración tuvo lugar en las tres capas repoblativas de la provincia de Cuenca:
- Primera etapa: 1126 al 1157.
- Segunda etapa: conquista de Cuenca (1177).
- Tercera etapa: avance hacia tierras de Levante.

En la primera tuvo lugar la repoblación del alfoz de Huete. El rey Alfonso VII recuperó numerosas fortalezas que después de la batalla de Uclés (1108) había proporcionado a los árabes, entre las que estaban las fortalezas de Uclés, Masatrigo, Cuenca y Huete que había estado defendido hasta entonces por Alfonso VI, quien las había tenido confiadas para defenderlas por el rey Almotanid de Sevilla, padre de la princesa Zaida, posible amante del rey cristiano de cuya unión tuvieron al infante Sancho, que junto a otros siete condes murió en la batalla de Uclés, en el sitio llamado 'Sicuendes'. 
Alfonso VI viejo y achacoso, es incapaz de asistir a la batalla y mandó a su hijo quien a pesar de estar protegido en la misma con el escudo de su ayo el conde de Nájera, ambos fueron atravesados por las lanzas de los feroces guerreros almorávides.

### Repoblación
Alfonso VII y sus huestes repoblaron la comarca de Huete que poseía un alto grado de despoblación. Esto hizo que al poblarla les pusieran el nombre a muchas poblaciones basándose en la vegetación, orografía, etc. de la misma.
Es de suponer que en esta primera etapa repoblativa que afectó al sector occidental de La Alcarria se fundara entre otras la aldea de Moncalvillo.
La segunda etapa repoblativa fue en el año 1157 cuando Alfonso VII cambió al rey moro Muhamat Ben-Bardanix (Rey Lobo) Uclés por Alicum. De donde se deduce que Moncalvillo se fundaría entre los años 1126 al 1157.

### La Inquisición
Moncalvillo fue reflejo como todas las localidades de los movimientos sociales de su época y por lo tanto tampoco estuvo exento de las intervenciones de la Inquisición.
La Inquisición fue un movimiento que nació en el siglo XIII destinado a perseguir a los herejes, que luego eran juzgados, torturados y sometidos a terribles sentencias condenatorias, siendo la más grave de ellas la que condenaba a morir quemados vivos. En Cuenca estaba el quemadero en el actual jardín de la Diputación.
Moncalvillo también tuvo a sus presos de la Inquisición. Entre los procesados tenemos a María Prieta en el año 1586 según consta en el legajo 751/13 suspendido su juicio por falta de pruebas. En 1775 según consta en el legajo 619/7.483 fue suspendido Antón Sierra. Y en 1801 según el legajo 635/7.762 fue reprendido públicamente Manuel Torrecilla. Los tres fueron acusados de propuestas que equivaldrían a nuestro actual acoso sexual.

### Edad Contemporánea
A mediados del siglo XIX, la villa tenía contabilizada una población de 338 habitantes. Aparece descrita en el decimoprimer volumen del Diccionario geográfico-estadístico-histórico de España y sus posesiones de Ultramar de Pascual Madoz de la siguiente manera:

MONCALVILLO: v. con ayunt. en la prov. y dióc. de Cuenca (9 leg.), part. jud. de Huete (1), aud. terr. de Albacete (23), c. g. de Castilla la Nueva (16): sit. al estremo O. de la prov. próximo al r. Huete, en una esplanada que domina por el E. una colina de 200 varas de elevacion; su clima es templado, combatido por los vientos N. y E. y propenso á calenturas intermitentes y biliosas. Consta de 85 casas de mediana construccion y apropósito para labradores, cárcel y casa de ayunt. una y otra insignificantes; la escuela de primeras letras está dotada con 16 fan. de trigo, y concurrida por 12 alumnos de ambos sexos; para surtido del vecindario hay 3 fuentes dentro de la pobl. á 200 pasos de dist., la igl. parr. bajo la advocacion de la Santísima Trinidad, está servida por un cura de entrada y un sacristan. Confina el term. por N. con Villalva del Rey; E. Saceda del Rio; S. Huete, y O. Garcinarro; todos á 1 leg. de dist. escepto Villalva que está 2; en él se hallan los desp. denominados La Torre al N.; al NE. Palomarejos y Caracenilla; su terreno es de inferior calidad á escepcion de una leg. de vega que es de buena clase por la cual pasa el r. Huete (V.); para surtido de leña hay un montecito de carrasca al O. de la pobl. dist. 200 pasos: los caminos son locales y en mediano estado: la correspondencia se recibe de Huete por un encargado del ayunt. prod.: trigo comun y poco de calidad, cebada, centeno, escaña, patatas, legumbres, cáñamo y algun esparto: se cria ganado lanar, mular y vacuno aunque se surten de fuera de los dos últimos; caza de conejos, liebres y perdices, y pesca de barbos, anguilas y algunos cangrejos. ind.: la agrícola, 2 molinos harineros y la elaboracion de algun esparto. comercio: la esportacion de los productos de lo arriba espuesto, é importacion de art. de consumo diario. pobl.: 85 vec., 338 almas cap. prod.: 1.141,360 rs. imp.: 57,068: el presupuesto municipal asciende á 400 rs. y se cubre por reparto vecinal.
(Madoz, 1848, p. 483)

En 1878 se tienen noticias de que en Moncalvillo hay 385 habitantes, en totalidad pagaban los siguientes tributos:
1. CONTRIBUCIONES DE INMUEBLES: 4.962 pts
2. POR INDUSTRIAL: 148 pts
3. POR CONSUMOS: 1.529 pts
4. POR GASTOS MUNICIPALES: 2.623 pts

Además se sabe que diseminadas por su término se hallan dos casas de labor, dos molinos harineros, uno de ellos inmediato a la villa, 70 chozas de pastores o albergues. También se habla de la existencia de una fuente cuya agua, bebida, quitaba el mal de piedra y los dolores de ahijada.
Hasta la reforma de la nomenclatura municipal de 1916 el municipio se llamaba simplemente Moncalvillo. En dicha fecha su nombre fue modificado por el de Moncalvillo del Huete. El municipio de Moncalvillo de Huete desapareció en 1972, al ser incorporado junto con los de Verdelpino de Huete, Caracenilla y Bonilla al término municipal de Huete.

## Demografía
| Gráfica de evolución demográfica de Moncalvillo del Huete entre 1842 y 1970 |
| |
| Población de derecho según los censos de población del INE Población de hecho según los censos de población del INEEn estos censos se denominaba Moncalvillo: 1842, 1857, 1860, 1877, 1887, 1897, 1900 y 1910 Entre el censo de 1981 y el anterior, este municipio desaparece porque se integra en el municipio Huete |

## Patrimonio
También posee esta villa el cerro del Pozo que en su zona más alta han aparecido restos de cerámica y una interesante cueva en sus laderas, aparte de una bella panorámica.
- El 'Contadero', paso estrecho por el que solo cabía una oveja, y se llama así por el sitio donde los pastores contaban las ovejas.
- Los Castillejos. Poblado celtíbero de 4880 m² donde se han hallado restos de cerámica celtibérica y romana, así como enterramientos circulares. También existen casas solitarias labradas en la arena. Estas “casas” resultan ser antiguos eremitorios excavados en la roca donde los monjes se retiraban a meditar. Existen numerosos eremitorios en la vega del Río Mayor, muy cercanos a Moncalvillo. Estos eremitorios estarían relacionados con el Monasterio Servitano, fundado por el monje Donato, muy cerca de la antigua ciudad romana de Ercávica, allá por el siglo VI.
- El Molino del Santo y fuente del Señor. En su ruta azul se pueden admirar varios materiales de diversos tipos y bellas panorámicas.

## La Danza

### Historia de la Danza
En Moncalvillo tenían lugar unas danzas el día de San Antonio -13 de junio-, entre ellas se encontraba también un 'galopeo' y otras muchas danzas de palos, castañuelas y cintas. Después de la Guerra Civil, como es sabido, ciertas organizaciones afines al nuevo régimen fomentaron la creación de concursos y exhibiciones basadas en el folclore. En 1943 los danzantes de Moncalvillo acudieron a concursar en representación de los de Albalate. Compitieron con los danzantes de otras localidades como Valverde de los Arroyos, Utande, etc., quedando clasificados en primer lugar.
Los danzantes de Moncalvillo iban junto con el gaitero Primitivo Bisquet, y por el tamborilero Balbino Martínez. Estos danzantes interpretaron más de una danza de paloteos del extenso repertorio que en Moncalvillo se ejecutaba en honor de San Antonio. También realizaron una danza de cintas, este palo era portado por Felipe Cruz, que hacía de 'Alcalde de Vara' o 'Jefe de Vara'.
Las danzas ejecutadas por los de Moncalvillo fueron una mínima parte del amplio repertorio de las que se interpretaban en el pueblo, y que bien pudiera acercarse a unos 30 paloteos. Moncalvillo siguió ejecutando sus danzas en honor al patrón, puntualmente el 13 de junio, hasta que se perdieron al principio de la década de 1960. 
Unos 10 años después (1974), un grupo de chicas del pueblo, asesoradas por una antigua danzante, volvieron a danzar delante del santo, recuperando una buena parte del repertorio de sus abuelos. Actualmente se sigue danzando el fin de semana más cercano a San Antonio y también en el día de la fiesta de verano (Santa Ana). Las Danzas se ejecutan hoy al son de la gaita y tambor por un grupo de muchachas dirigidas por la profesora María de los Ángeles Mochales (Angelines). Al no existir chicos disponibles para danzar, las chicas han cambiado la indumentaria y, en los últimos años, se visten de alcarreñas para ejecutar las danzas.

### Traje Típico
La indumentaria de los danzantes consistía en un sombrero o casquete circular con flores en un lateral, camisa blanca sobre la que llevaban un conjunto de cintas a la espalda sobre ellas un pañuelo atado al cuello de color claro, en las mangas de la camisa llevaban brazaletes y sobre la cintura una faja apretada, calzón corto con amplia botonadura, medias blancas caladas que se ataban bajo la rodilla con cordón de lana de vistosos madroños y alpargatas negras con cintas del mismo color. Cuatro danzantes llevaban las flores del gorro colocadas en el lado derecho y otros cuatro en el izquierdo, lo que podría tener relación con distintas funciones en la danza.

### Traje Típico Actual
La descripción del traje típico actual es: camisa blanca y sobre ella un pañuelo de colores oscuros. Medias blancas caladas hasta la rodilla, sobre ellas unos pololos y unas enaguas. Falda con bordados a mano y unas alpargatas negras con cintas del mismo color. En la cabeza un lazo del mismo color de la falda.

## Fiestas
Las fiestas patronales son en honor de San Antonio. Aunque Moncalvillo de Huete es relativamente pequeño, es mucha la devoción que se tiene al santo. Sus fiestas son muy concurridas tanto por sus habitantes, como por los que no tienen su residencia en él. En estos días, los habitantes de los pueblos vecinos visitan Moncalvillo para disfrutar de las fiestas.
La procesión viene caracterizada por las danzas y los paloteos que acompañan al Santo durante el trayecto, así como los vivas y dichos a San Antonio que hoy en día se siguen manteniendo. Antiguamente se realizaba la interpretación de la Loa de San Antonio, en la que moros y cristianos luchaban por conseguir la imagen del patrón.
Después de la procesión, se celebra la Misa con el reparto de los panes de San Antonio al besar la reliquia.